# Ерлі (округ, Джорджія)
Шаблон:StateAbbr_ 31°20′ пн. ш. 84°55′ зх. д. / 31.33° пн. ш. 84.91° зх. д.
Округ Ерлі (англ. Early County) — округ (графство) у штаті Джорджія, США. Ідентифікатор округу 13099.

## Історія
Округ утворений 1818 року.

## Демографія
За даними перепису
2000 року
загальне населення округу становило 12354 осіб, зокрема міського населення було 4261, а сільського — 8093.
Серед мешканців округу чоловіків було 5752, а жінок — 6602. В окрузі було 4695 домогосподарств, 3294 родин, які мешкали в 5338 будинках.
Середній розмір родини становив 3,13.
Віковий розподіл населення поданий у таблиці:
| Стать    | До 15 років | 15-21 | 22-29 | 30-39 | 40-49 | 50-65 | 65-85 | Понад 85 |
| -------- | ----------- | ----- | ----- | ----- | ----- | ----- | ----- | -------- |
| Чоловіки | 1501        | 591   | 496   | 733   | 804   | 880   | 673   | 74       |
| Жінки    | 1410        | 623   | 583   | 850   | 917   | 1021  | 987   | 211      |

## Суміжні округи
- Клей — північ
- Калгун — північний схід
- Бейкер — схід
- Міллер — південний схід
- Семінол — південний схід
- Г'юстон, Алабама — південний захід
- Генрі, Алабама — захід

## Виноски
1. ↑  U.S. Decennial Census. United States Census Bureau. Архів оригіналу за 26 квітня 2015. Процитовано 22 червня 2014.
2. ↑  Historical Census Browser. University of Virginia Library. Архів оригіналу за 11 серпня 2012. Процитовано 22 червня 2014.
3. ↑  Population of Counties by Decennial Census: 1900 to 1990. United States Census Bureau. Архів оригіналу за 2 лютого 2019. Процитовано 22 червня 2014.
4. ↑  Census 2000 PHC-T-4. Ranking Tables for Counties: 1990 and 2000 (PDF). United States Census Bureau. Архів оригіналу (PDF) за 18 грудня 2014. Процитовано 22 червня 2014.
5. ↑  State & County QuickFacts. United States Census Bureau. Архів оригіналу за 7 червня 2011. Процитовано 22 червня 2014.(англ.) Наведено за англійською вікіпедією.
6. ↑  American FactFinder. Бюро перепису населення США. Архів оригіналу за 21 травня 2008. Процитовано 31 січня 2008.

| США | Це незавершена стаття з географії США. Ви можете допомогти проєкту, виправивши або дописавши її. |